# Henry Acland
Henry Wentworth Dyke Acland (Kilerton, Exeter, 23 de agosto de 1815-Oxford, 16 de octubre de 1900) fue un médico y educador inglés.

## Biografía
Henry Acland nació en Killerton, Exeter, era el cuarto hijo de Sir Thomas Acland y Lydia Elizabeth Hoare, y se educó en Harrow y en Christ Church, Oxford. Fue elegido miembro de All Souls College, Oxford, en 1840, y luego estudió medicina en Londres y Edimburgo. Al regresar a Oxford, fue nombrado lector en anatomía en el Christ Church en 1845, ingresó como miembro de la Royal Society en 1847, y en 1851 bibliotecario de Radcliffe y médico de la enfermería del hospital Radcliffe.
Siete años más tarde se convirtió en Profesor Regius de Medicina de la Universidad de Oxford, cargo que conservó hasta 1894. También fue conservador de las galerías universitarias y de la Biblioteca Bodleiana, y de 1858 a 1887 representó a su universidad en el Consejo Médico General, del cual desempeñó como presidente desde 1874 hasta 1887.
En 1860 acompañó al entonces Príncipe de Gales como su médico personal en su gira por Canadá y Estados Unidos.
Acland fue nombrado Compañero de la Orden del Baño (CB) en 1883, y fue ascendido a Caballero comendador (KCB) en 1884. Fue nombrado baronet en 1890, y diez años después murió en su casa de Broad Street en Oxford.
Acland tomó un papel principal en la reactivación de la escuela de medicina de Oxford y en la introducción del estudio de las ciencias naturales en la universidad. Como lector, comenzó a formar una colección de preparaciones anatómicas y fisiológicas, y el establecimiento del Museo de Historia Natural de la Universidad de Oxford, inaugurado en 1861, como un centro para alentar el estudio de la ciencia, especialmente en relación con medicina, se debió en gran parte a sus esfuerzos. "Para Henry Acland", dijo su amigo de toda la vida, John Ruskin, "la fisiología era un evangelio confiado del que era el predicador solitario de los paganos", pero, por otro lado, su formación clásica minuciosa conservó la ciencia en Oxford de una abrupta separación de las humanidades. Junto con Dean Liddell, revolucionó el estudio del arte y la arqueología, que comenzó a florecer en la universidad.
Acland también estaba interesado en cuestiones de salud pública. Sirvió en la Comisión Real de leyes sanitarias en Inglaterra y Gales en 1869 y publicó un estudio sobre el brote de cólera en Oxford en 1854, junto con varios folletos sobre cuestiones sanitarias. Sus memorias sobre la topografía de la Tróade, con un plano panorámico (1839), fue el fruto de un crucero que realizó por el Mediterráneo por el bien de su salud.
Su hijo, el coronel Alfred Dyke Acland, se casó con Hon. Beatrice Danvers Smith, hija de Rt. Hon. W. H. Smith, de la dinastía de los editores periodísticos, el 30 de julio de 1885 y obtuvo el rango de Teniente Coronel en 1910 al servicio de la Royal 1st Devon Yeomanry. Otro hijo, Theodore Dyke Acland se casó con la hija de Sir William Gull, un médico de Londres y uno de los médicos generales de la reina Victoria.

## Matrimonio e hijos
Henry Acland se casó con Sarah Cotton, hija de William Cotton y Sarah Lane, el 14 de julio de 1846. Tuvieron siete hijos y una hija:
- Almirante Sir William Alison Dyke Acland, 2.º Baronet (1847-1924)
- Sarah Angelina Acland (1849-1930)
- Henry Dyke Acland (1850-1936)
- Theodore Dyke Acland (1851-1931), el padre de Theodore Acland (1890-1960)
- Herbert Dyke Acland (1855-1877)
- Sir Reginald Brodie Dyke Acland (1856-1924)
- Francis Edward Dyke Acland (1857-1943)
- Alfred Dyke Acland (1858-1937)

El antiguo Hospital Acland, inicialmente en Wellington Square, Oxford y luego en Banbury Road en Oxford (ahora parte de Keble College), fue fundado en memoria de la esposa de Acland, Sarah.
Su hija, Sarah Acland, posteriormente vivió en Park Town y fue una de las primeras pioneras de la fotografía en color. Algunas de sus fotografías están en la colección del Museo de Historia de la Ciencia en Broad Street, frente a la casa familiar.